# Kerber Verlag
Der Kerber Verlag ist ein unabhängiger, internationaler Kunstbuchverlag mit Sitz in Berlin. Seit 1985 veröffentlicht der Verlag hochwertig ausgestattete, individuelle Publikationen zur zeitgenössischen und modernen Kunst sowie zur Fotografie und Kulturgeschichte.
Der Verlag ist Mitglied im Börsenverein des Deutschen Buchhandels und wurde 2022 mit dem Deutschen Verlagspreis ausgezeichnet.

## Verlegerisches Profil
Jährlich verlegt der Kerber Verlag mehr als 100 Monografien und Ausstellungskataloge. Jedes Kerber-Buch entsteht in enger Zusammenarbeit mit Künstlern, Museen, Stiftungen und Galerien.
Die Publikationen werden regelmäßig auf internationalen Kunst- und Buchmessen vorgestellt. Die Publikationen des Verlages wurden bereits bei zahlreichen nationalen und internationalen Buchpreisen nominiert und ausgezeichnet, darunter der Deutsche Fotobuchpreis, Die schönsten deutschen Bücher der Stiftung Buchkunst, PX3 Prix de la Photographie, Paris.
Zudem verlegt der Kerber Verlag Vorzugsausgaben ausgesuchter Bücher mit exklusiven Originalen, Fotografien oder Grafiken.